# Zapasy na Igrzyskach Śródziemnomorskich 2013
Zapasy na Igrzyskach Śródziemnomorskich 2013 odbywało się w dniach 22–26 czerwca 2013 roku. Zawodnicy obojga płci rywalizowali łącznie w dwudziestu konkurencjach w CNR Yenişehir Exhibition Centre.

## Podsumowanie

### Klasyfikacja medalowa
| Klasyfikacja medalowa | Klasyfikacja medalowa | Klasyfikacja medalowa | Klasyfikacja medalowa | Klasyfikacja medalowa | Klasyfikacja medalowa |
| Miejsce               | Państwo               | Złoto                 | Srebro                | Brąz                  | Razem                 |
| --------------------- | --------------------- | --------------------- | --------------------- | --------------------- | --------------------- |
| 1                     | Turcja                | 14                    | 4                     | 1                     | 19                    |
| 2                     | Francja               | 3                     | 2                     | 4                     | 9                     |
| 3                     | Egipt                 | 1                     | 4                     | 6                     | 11                    |
| 4                     | Grecja                | 1                     | 1                     | 5                     | 7                     |
| 4                     | Włochy                | 1                     | 1                     | 5                     | 7                     |
| 6                     | Tunezja               | 0                     | 4                     | 3                     | 7                     |
| 7                     | Macedonia Północna    | 0                     | 1                     | 3                     | 4                     |
| 8                     | Serbia                | 0                     | 1                     | 2                     | 3                     |
| 8                     | Chorwacja             | 0                     | 1                     | 2                     | 3                     |
| 10                    | Maroko                | 0                     | 1                     | 1                     | 2                     |
| 11                    | Hiszpania             | 0                     | 0                     | 2                     | 2                     |
| 12                    | Albania               | 0                     | 0                     | 1                     | 1                     |
| 12                    | Algieria              | 0                     | 0                     | 1                     | 1                     |
| Razem                 | Razem                 | 20                    | 20                    | 36                    | 76                    |

### Medaliści
| Konkurencja              | 1. miejsce               | 2. miejsce               | 3. miejsce                          |                          |                          |                          |
| Mężczyźni styl klasyczny | Mężczyźni styl klasyczny | Mężczyźni styl klasyczny | Mężczyźni styl klasyczny            | Mężczyźni styl klasyczny | Mężczyźni styl klasyczny | Mężczyźni styl klasyczny |
| ------------------------ | ------------------------ | ------------------------ | ----------------------------------- | ------------------------ | ------------------------ | ------------------------ |
| do 55 kg                 | Hajsam Mahmud            | Fatih Üçüncü             | Fu’ad Fadżdżari Federico Manea      |                          |                          |                          |
| do 60 kg                 | Mevlüt Arık              | Tarik Belmadani          | Mouatez Djedaiet Kristijan Fris     |                          |                          |                          |
| do 66 kg                 | Atakan Yüksel            | Aleksandar Maksimović    | Dominik Etlinger Artak Margaryan    |                          |                          |                          |
| do 74 kg                 | Emrah Kuş                | Neven Žugaj              | Tarik Muhammad Steeve Guénot        |                          |                          |                          |
| do 84 kg                 | Selçuk Çebi              | Samba Diong              | Hajkal al-Aszuri Nenad Žugaj        |                          |                          |                          |
| do 96 kg                 | Mélonin Noumonvi         | Cenk İldem               | Daigoro Timoncini Ahmad Usman       |                          |                          |                          |
| do 120 kg                | Rıza Kayaalp             | Radwan asz-Szabbi        | Muhammad Abd al-Fattah Rocco Ficara |                          |                          |                          |
| Mężczyźni styl wolny     |                          |                          |                                     |                          |                          |                          |
| do 55 kg                 | Zoheir El Ouarraqe       | Ibrahim Mahmud Muhammad  | Teocharis Kalanidis Ahmet Peker     |                          |                          |                          |
| do 60 kg                 | Erhan Bakır              | Hamza Fatah              | Ibrahim Faradż Jasin Redżalari      |                          |                          |                          |
| do 66 kg                 | Mustafa Kaya             | Andreas Triantafyllidis  | Dejan Mitrov Ijad Ibrahim Chalil    |                          |                          |                          |
| do 74 kg                 | Soner Demirtaş           | Abduh Umar               | Zaur Efiendijew Luca Lampis         |                          |                          |                          |
| do 84 kg                 | Serdar Böke              | Dejan Bogdanov           | Timofei Ksenidis Carmelo Lumia      |                          |                          |                          |
| do 96 kg                 | Rıza Yıldırım            | Rochdi Rhimi             | Stefano Trapani Egzon Shala         |                          |                          |                          |
| do 120 kg                | Taha Akgül               | Salim at-Tarabulusi      | Boban Danow Christos Nyfadopoulos   |                          |                          |                          |
| Kobiety                  |                          |                          |                                     |                          |                          |                          |
| do 48 kg                 | Silvia Felice            | Sümeyya Sezer            | Marwa Mizjan                        |                          |                          |                          |
| do 51 kg                 | Mélanie Lesaffre         | Burcu Kebiç              | Evdoxia Pavlidou Muna Samir Mahmud  |                          |                          |                          |
| do 55 kg                 | Maria Prewolaraki        | Marwa al-Amiri           | Aurélie Basset                      |                          |                          |                          |
| do 59 kg                 | Hafize Şahin             | Haja Faradż Jusuf        | Hela Riabi                          |                          |                          |                          |
| do 63 kg                 | Elif Jale Yeşilırmak     | Maria Diana              | Agoro Papawasiliu Irene García      |                          |                          |                          |
| do 72 kg                 | Yasemin Adar             | Nadija Antar             | Aurora Fajardo                      |                          |                          |                          |